# Rödlori
Rödlori (Trichoglossus borneus) är en fågel i familjen östpapegojor inom ordningen papegojfåglar.

## Utseende och läte
Rödlorin är en spektakulärt färgad röd papegoja med orangefärgad näbb, spridda mörkt purpurblå teckningar i vingen, blå undergump och mörk stjärt. Ungfågeln är mer färglös, med mindre inslag av blått. Arten skiljs från blåörad lori genom mindre mörkt inslag på undergumpen samt frånvaro av blå teckningar på kinden. Fågeln är ljudlig, med grova skrin som mestadels avges i flykten.

## Utbredning och systematik
Rödlorin förekommer i östra Indonesien. Den delas in i två underarter med följande utbredning:
- Trichoglossus borneus borneus – förekommer på södra Moluckerna och Kaiöarna
- Trichoglossus borneus cyanonothus – förekommer på Buru (södra Moluckerna)

### Släktestillhörighet
Rödlori med släktingar placeras traditionellt i släktet Eos. Genetiska studier visar dock att de är relativt närbesläktade med arterna i Trichoglossus och inkluderas därför däri.

## Levnadssätt
Rödlori hittas i låglänta områden och lägre bergstrakter. Där ses den bland trädtoppar i skog, mangrove och plantage, i par eller smågrupper.

## Status och hot
Arten har ett stort utbredningsområde, men tros minska i antal, dock inte tillräckligt kraftigt för att den ska betraktas som hotad. Internationella naturvårdsunionen IUCN listar arten som livskraftig (LC).